# 村上恭通
村上 恭通（むらかみ やすゆき、1962年 - ）は、日本の考古学者、愛媛大学教授。
熊本県生まれ。1986年熊本大学文学部史学科卒業、1991年広島大学大学院文学研究科考古学博士課程単位取得退学。1991年名古屋大学文学部助手、1994年愛媛大学法文学部助教授、2005年教授、2007年同東アジア古代鉄文化研究センター教授。2003年「古代国家成立過程の鉄器生産史研究」で文学博士（広島大学）。  

## 著書
- 『倭人と鉄の考古学』青木書店 1998 シリーズ日本史のなかの考古学
- 『古代国家成立過程と鉄器生産』青木書店 2007

### 共編著
- 『古墳時代像を見なおす 成立過程と社会変革』北條芳隆,溝口孝司共著 青木書店 2000
- 『東夷世界の考古学』編著 青木書店 2000
- 『考古資料大観 第7巻 弥生・古墳時代 鉄・金銅製品』千賀久と責任編集 小学館 2003

## 参考
- 村上恭通『古代国家成立過程と鉄器生産』青木書店、2007年3月。ISBN 978-4-250-20710-5。
- 愛媛大学（2017年2月5日アーカイブ） - 国立国会図書館Web Archiving Project